# Institut d'études géographiques du Japon
L'Institut d'études géographiques du Japon (国土地理院, Kokudo Chiri-in) ou GSI, est un institut national responsable de l'étude et de la cartographie du territoire japonais. Le nom précédent de cette organisation, de 1949 à 2010, était le Geographical Survey Institute (l'institut des études géographiques). C'est une organisation gouvernementale rattaché au Ministère japonais de l'infrastructure, du transport et du tourisme. Son siège est situé dans la ville de Tsukuba dans la préfecture d'Ibaraki.

## Recherche sur la prévision des tremblements de terre
Des équipements de surveillance des signaux sismiques ont été installés au Japon depuis avril 1996, produisant des données de signaux sismiques en continu au Mizusawa Geodetic Observatory et à l'agence du GSI à Esashi. les équipements mesurent les fluctuations du champ magnétique terrestre qui correspondent à une activité sismique en profondeur, précurseur d'un futur séisme. Les données brutes issues des stations de surveillance sont disponibles pour la communauté scientifique, permettant des études plus poussées entre l’activité sismique et les événements EM.. Le GSI fait partie du Comité japonais de Prédiction Sismique (Coordinating Committee for Earthquake Prediction).